# Phoxiphilyra quadriarticulata
Phoxiphilyra quadriarticulata är en havsspindelart som först beskrevs av Losina-Losinsky, L.K. 1961.  Phoxiphilyra quadriarticulata ingår i släktet Phoxiphilyra och familjen Phoxichilidiidae. Inga underarter finns listade i Catalogue of Life.